# Thuret, Puy-de-Dôme
Thuret är en kommun i departementet Puy-de-Dôme i regionen Auvergne-Rhône-Alpes i centrala Frankrike. Kommunen ligger i kantonen Aigueperse som tillhör arrondissementet Riom. År 2022 hade Thuret 924 invånare.

## Befolkningsutveckling
Antalet invånare i kommunen Thuret
| Referens: INSEE |